# المشور الستينية
المشور الستينية هي باشوية مغربية صغيرة تنتمي لإقليم مكناس شمال وسط البلاد. تضم المشور الستينية 5.387 ساكنا (حسب إحصاء 2004).